# Дурний, але сміливий
«Дурний, але сміливий» (англ. Stupid, But Brave) — американська короткометражна кінокомедія Роско Арбакла 1924 року з Аль Ст. Джоном в головній ролі.

## Сюжет
Буму запропонували хорошу роботу, але з двома недоліками: вона на іншій стороні країни, і він повинен бути там до певної дати. Він старається встигнути в будь-якому випадку, але по дорозі зв'язується з в'язнями, що втекли з в'язниці і бігунами на довгі дистанції.

## У ролях
- Аль Ст. Джон — Бум
- Доріс Дін — дочка Пілінга
- Юджин Пеллет — Річард Пілінг, Банановий король
- К'юпі Морган — перукар
- Рут Голлі'' ''
- Джон Сінклер
- Клем Бошамп — незначна роль
- Джордж Девіс — незначна роль
- Стів Мерфі — незначна роль